# Antalis longitrorsa
Antalis longitrorsa är en blötdjursart som först beskrevs av Reeve 1842.  Antalis longitrorsa ingår i släktet Antalis och familjen Dentaliidae. Inga underarter finns listade i Catalogue of Life.